# Александър Стамболийски (булевард във Варна)
Вижте пояснителната страница за други значения на Александър Стамболийски.
„Александър Стамболийски“ е най-краткият булевард във Варна. Той е живописен и пряк маршрут, свързващ бул. „Княз Борис I" със стадион „Варна“ на бул. „Васил Левски“, пресичайки квартал Чайка от юг на север.